# Dalibor Radujko
Dalibor Radujko (Capodistria, 17 giugno 1985) è un ex calciatore sloveno, di ruolo centrocampista.

## Carriera

### Club

#### Esordi
Cresce nelle giovanili del Koper, squadra della sua città natale, Capodistria, con cui gioca la stagione 2004-2005, con 18 presenze e 1 gol. Successivamente passa in prestito nel 2005 al Portoroz Piran, dove trova spazio solo 3 volte, e per tre anni, dal 2005 al 2008, al Bonifika, con cui colleziona 69 presenze e 15 gol.

#### Ritorno al Koper
Nel luglio 2008 ritorna al Koper ed esordisce il 26 luglio in campionato. Il 22 novembre trova il primo gol in campionato contro il Celje.

#### Olimpia Lubiana

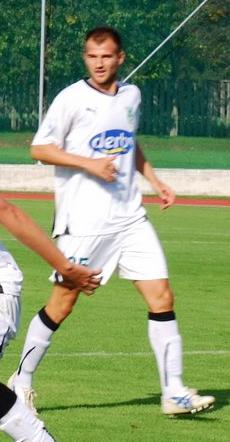

Nell'agosto 2010 va a a giocare all'Olimpia Lubiana. Con la squadra della capitale esordisce in Europa League il 30 giugno 2011 contro lo Široki Brijeg. Nella partita di ritorno segna una doppietta nel 3-0 con cui la sua squadra si qualifica al 2º turno. Con l'Olimpia vince il campionato nel 2009-2010.

#### Rudar Velenje
A fine mercato 2012 passa al Rudar Velenje, nel quale rimane per tre stagioni, raccogliendo 97 presenze e 13 gol tra campionato, Coppa di Slovenia ed Europa League. Con il Rudar segna i suoi primi gol in Coppa di Slovenia, una doppietta nel 1-3 sul campo del Celje il 30 ottobre 2013 nel ritorno dei quarti di finale.

#### Terzo ritorno al Koper
Nel luglio 2015 torna per la terza volta al Koper con cui vince la Supercoppa di Slovenia e colleziona altre 18 presenze tra campionato e preliminari di Europa League.

#### Monopoli
Nel luglio 2016 si trasferisce in Italia, al Monopoli. Esordisce il 7 agosto in Coppa Italia Lega Pro nel 2-0 in casa sul Catanzaro. Gioca invece la prima in campionato il 28 agosto, perdendo 2-1 in casa contro il Lecce.

#### Vigontina San Paolo
Nel mercato invernale 2017 passa ai veneti della Vigontina San Paolo, in Serie D. Debutta l'8 gennaio 2017 nella sconfitta casalinga per 1-0 contro l'AltoVicentino in campionato. Segna per la prima volta il 19 marzo, realizzando il definitivo 2-1 al 44' nella sconfitta sul campo del Cordenons in Serie D.

## Statistiche

### Presenze e reti nei club
Statistiche aggiornate al 7 maggio 2017.
| Stagione               | Squadra                | Campionato             | Campionato | Campionato | Coppe nazionali | Coppe nazionali | Coppe nazionali | Coppe continentali | Coppe continentali | Coppe continentali | Altre coppe | Altre coppe | Altre coppe | Totale | Totale | Totale |
| Stagione               | Squadra                | Comp                   | Pres       | Reti       | Comp            | Pres            | Reti            | Comp               | Pres               | Reti               | Comp        | Pres        | Reti        | Pres   | Reti   |        |
| ---------------------- | ---------------------- | ---------------------- | ---------- | ---------- | --------------- | --------------- | --------------- | ------------------ | ------------------ | ------------------ | ----------- | ----------- | ----------- | ------ | ------ | ------ |
| 2008-2009              | Koper                  | PSNL                   | 20         | 2          | PNZS            | 4               | 0               | -                  | -                  | -                  | -           | -           | -           | 24     | 2      |        |
| 2009-2010              | Koper                  | PSNL                   | 26         | 11         | PNZS            | 1               | 0               | -                  | -                  | -                  | -           | -           | -           | 27     | 11     |        |
| 2010-2011              | Olimpia Lubiana        | PSNL                   | 17         | 2          | PNZS            | 1               | 0               | -                  | -                  | -                  | -           | -           | -           | 18     | 2      |        |
| 2011-2012              | Olimpia Lubiana        | PSNL                   | 36         | 5          | PNZS            | 1               | 0               | UEL                | 6                  | 2                  | -           | -           | -           | 43     | 7      |        |
| lug.-ago. 2012         | Olimpia Lubiana        | PSNL                   | 3          | 0          | PNZS            | 0               | 0               | UEL                | 4                  | 0                  | -           | -           | -           | 7      | 0      |        |
| Totale Olimpia Lubiana | Totale Olimpia Lubiana | Totale Olimpia Lubiana | 56         | 7          | -               | 2               | 0               | -                  | 10                 | 2                  | -           | -           | -           | 68     | 9      |        |
| ago. 2012-2013         | Rudar Velenje          | PSNL                   | 27         | 2          | PNZS            | 1               | 0               | -                  | -                  | -                  | -           | -           | -           | 28     | 2      |        |
| 2013-2014              | Rudar Velenje          | PSNL                   | 33         | 5          | PNZS            | 4               | 2               | -                  | -                  | -                  | -           | -           | -           | 37     | 7      |        |
| 2014-2015              | Rudar Velenje          | PSNL                   | 30         | 4          | PNZS            | 1               | 0               | UEL                | 1                  | 0                  | -           | -           | -           | 32     | 4      |        |
| Totale Rudar Velenje   | Totale Rudar Velenje   | Totale Rudar Velenje   | 90         | 11         | -               | 6               | 2               | -                  | 1                  | 0                  | -           | -           | -           | 97     | 13     |        |
| 2015-2016              | Koper                  | PSNL                   | 17         | 0          | PNZS            | 0               | 0               | UEL                | 1                  | 0                  | SS          | 0           | 0           | 18     | 0      |        |
| Totale Koper           | Totale Koper           | Totale Koper           | 63         | 13         | -               | 5               | 0               | -                  | 1                  | 0                  | -           | 0           | 0           | 69     | 13     |        |
| 2016-gen. 2017         | Monopoli               | LP                     | 1          | 0          | CILP            | 2               | 0               | -                  | -                  | -                  | -           | -           | -           | 3      | 0      |        |
| gen.-giu. 2017         | Vigontina San Paolo    | D                      | 15         | 2          | -               | -               | -               | -                  | -                  | -                  | -           | -           | -           | 15     | 2      |        |
| Totale carriera        | Totale carriera        | Totale carriera        | 225        | 33         | -               | 15              | 2               | -                  | 12                 | 2                  | -           | 0           | 0           | 252    | 37     |        |

## Palmarès

### Club
- Campionato sloveno: 1

Koper: 2009-2010
- Supercoppa di Slovenia: 1

Koper: 2015